# Kapel van Auel

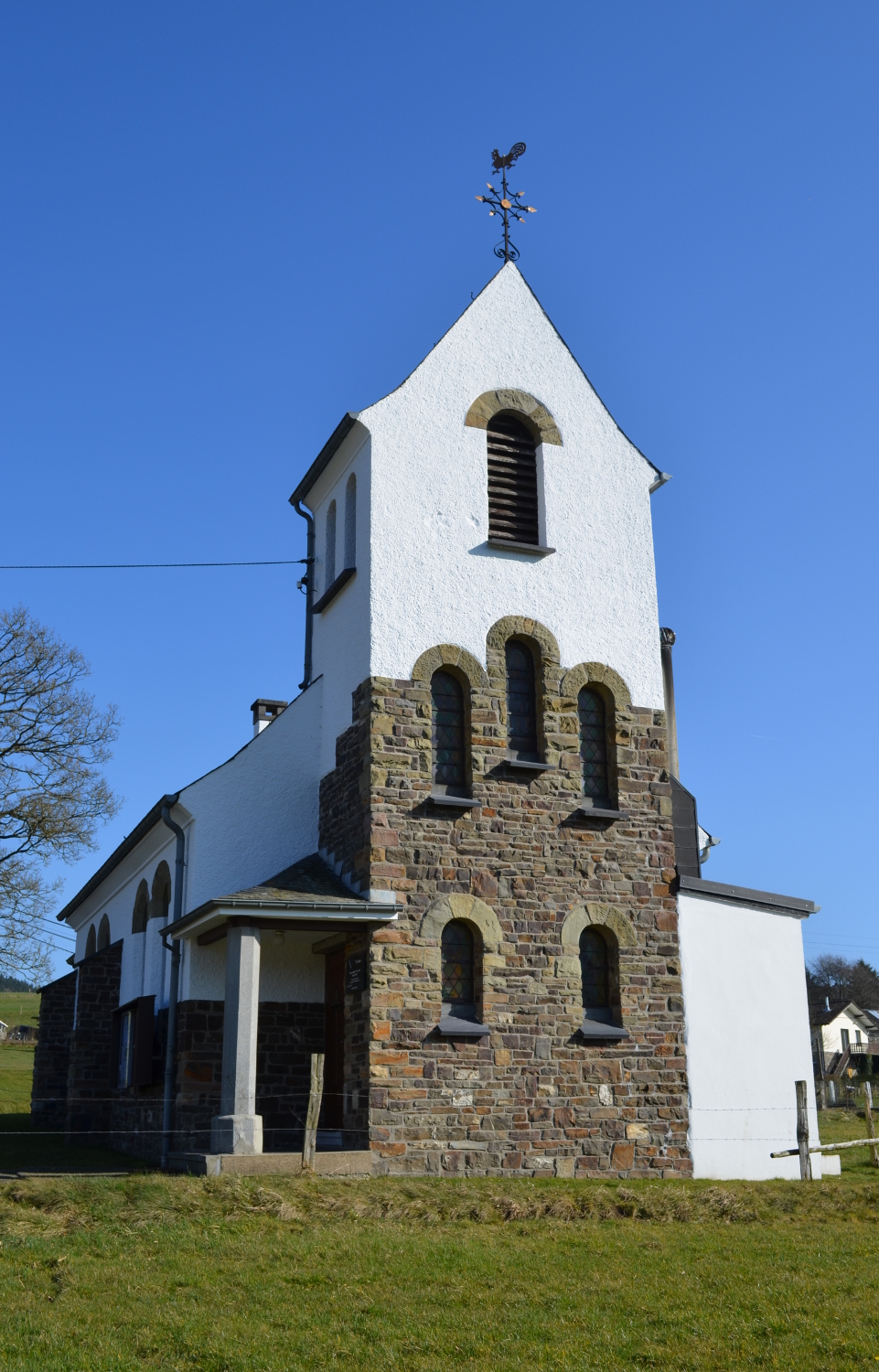
Kapel van Auel

De Kapel van Auel is een kapel, feitelijk een kerkje, die zich bevindt in de tot de gemeente Burg-Reuland behorende plaats Auel in de Belgische provincie Luik.

## Geschiedenis
In 1619 werd voor het eerst een kapel gesticht. Deze werd in 1820 gesloopt nadat ze een tijd lang profane doeleinden, zoals een hooischuur, had gediend. Een nieuwe kapel kwam in 1823 gereed. Van 1933-1935 werd de huidige kapel gebouwd.

## Gebouw
Het kerkje heeft een voorgebouwde toren die gedekt wordt door een zadeldak. Merkwaardig is de tweekleurigheid: de benedenste delen zijn gebouwd in schisteuze zandsteen en de bovenste delen zijn witgepleisterd.